# Bătăuș

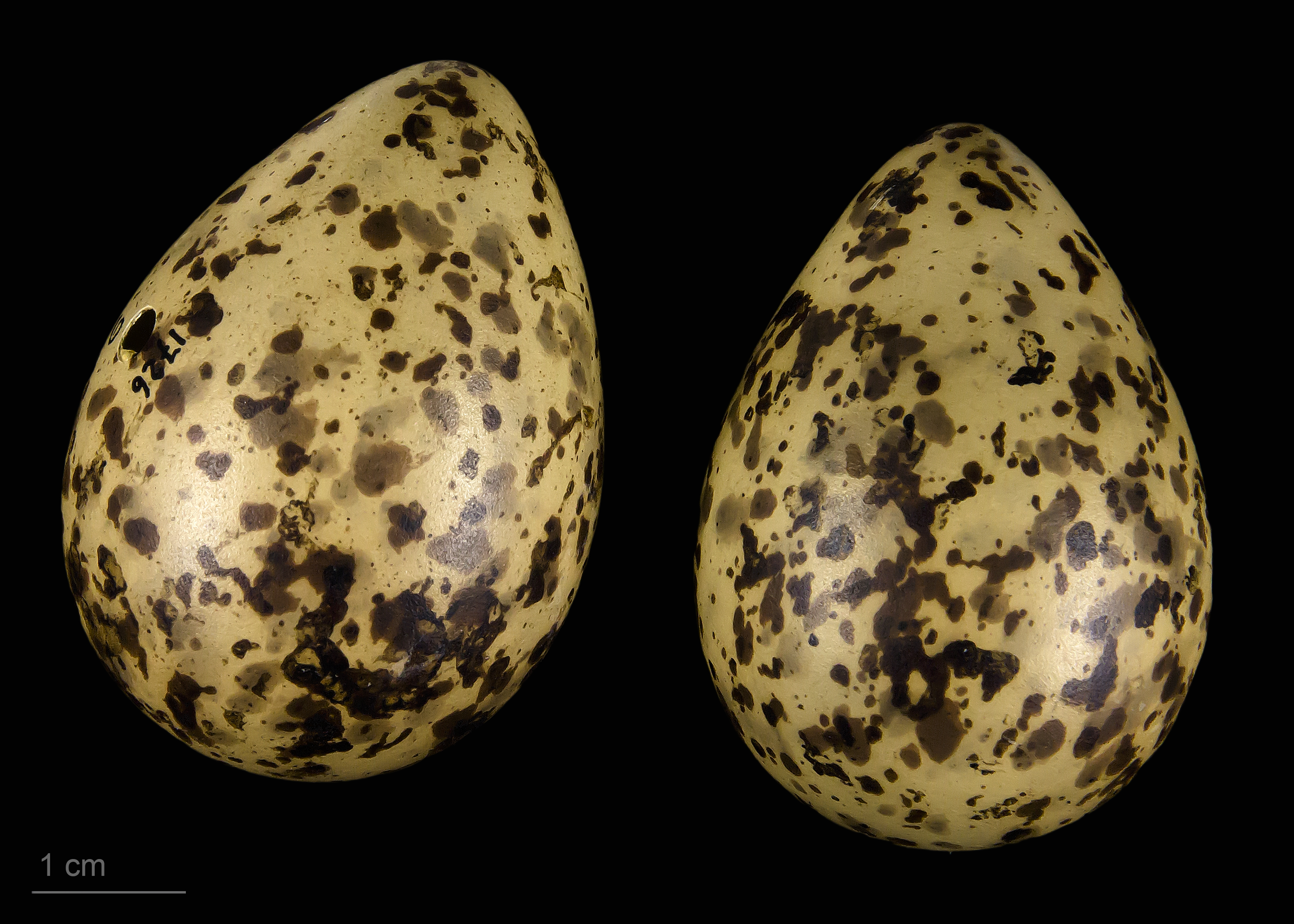
Calidris pugnax pugnax - MHNT

Bătăușul (Philomachus pugnax) este o pasăre migratoare care face parte din familia „Scolopacidae” și apare frecvent în perioadele de pasaj vara în delta Dunării și regiunea litoralului Mării Negre, însă nu cuibărește în România.

## Mod de viață, răspândire
Ținuturile de nidificare fiind Europa de Nord și Asia de Nord iar cele de iernare fiind Africa de Nord și Asia de Sud. În perioada împerecherii masculul are un guler mare din pene colorate, alb, portocaliu, roșu cu nuanțe de cafeniu cu pete mai închise. Un astfel de polimorfism fiind rar întâlnit la păsări.
Este o pasăre ocrotită, ea cu mărimea de ca. 30 de cm,  cuibărește în regiunile de tundră și smârcuri din nordul Eurasiei și care iernează în delta Nigerului din Mali. In perioada de tranzit traversează Europa, România, Germania. Bătăușul este ocrotit fiind o pasăre pe cale de dispariție, cauzat de agricultura extensivă care a determinat piederea biotopului necesar păsării.